# Brien Rocks
Die Brien Rocks sind eine markante Felsformation im ostantarktischen Viktorialand. Sie ragen 10 km westlich der Caudal Hills auf.
Der United States Geological Survey kartierte sie anhand eigener Vermessungen und Luftaufnahmen der United States Navy aus den Jahren von 1960 bis 1964. Das Advisory Committee on Antarctic Names benannte sie 1968 nach Robert J. Brien, Flugzeugelektrotechniker der Flugstaffel VX-6 auf der McMurdo-Station im Jahr 1966.